# La Guaira

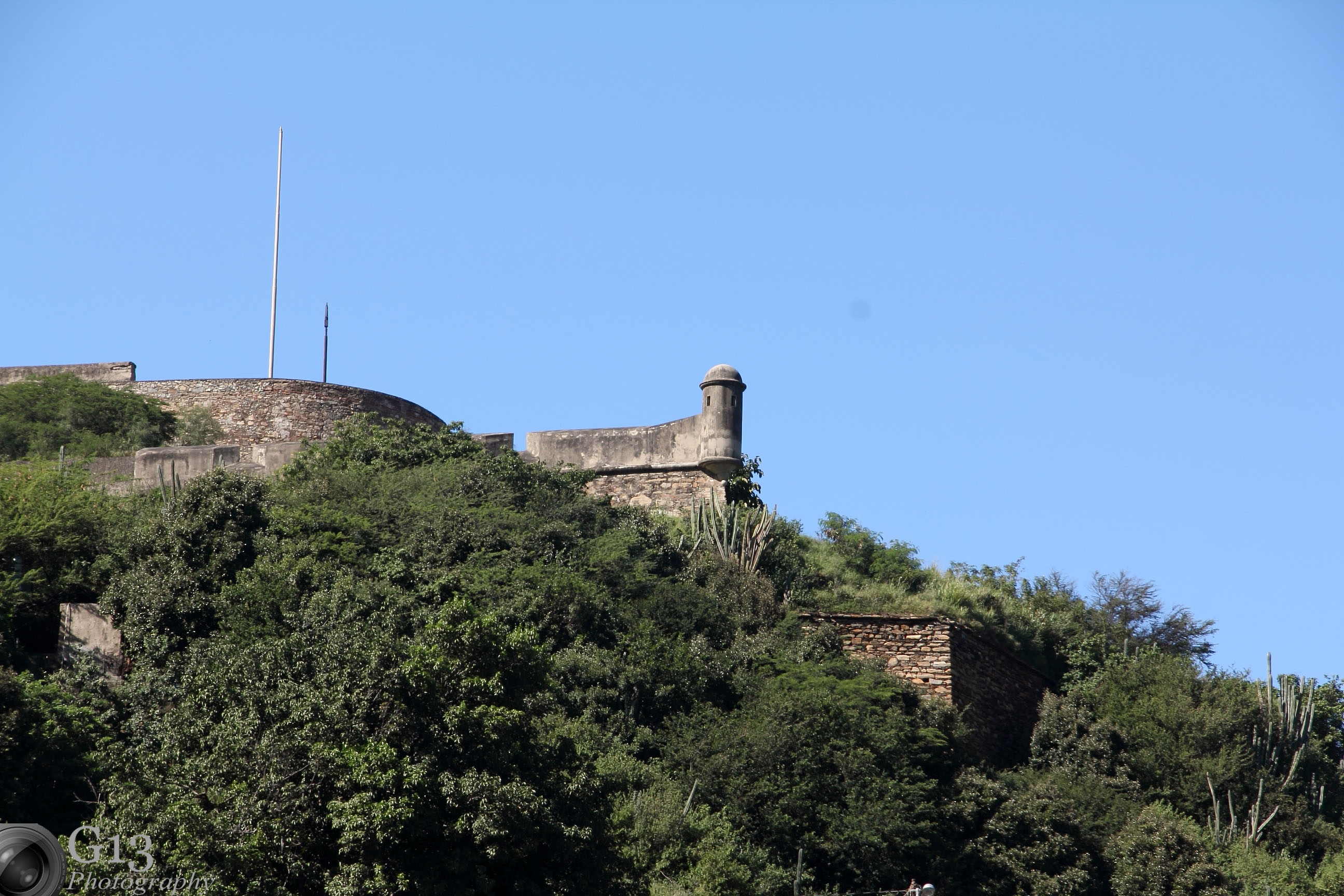
Fortet El Vigia

La Guaira är huvudstaden i den venezuelanska delstaten Vargas. Staden grundades år 1577 och hade 270 792 invånare år 2005.